# Camus de Acuario
Camus (カミュ?) es un personaje del manga y anime Saint Seiya conocido en español como Los Caballeros del Zodiaco. Fue el Santo de oro de Acuario hasta su muerte en su batalla definitiva con Hyōga de Cisne en las 12 Casas. Luego fue revivido por Hades siendo muerto en el Castillo de Hades junto a Saga de Géminis y Shura de Capricornio, al expirar sus 12 horas de vida, y luego revivido por Atena muriendo en el Muro de los Lamentos. Fue nombrado como Santo de oro con solo 7 años de edad, siendo uno de los más jóvenes en ascender a esa categoría, además de ser uno de los santos dorados más poderosos.

## En Episodio G
Aparece por primera vez para entregarle un mensaje del Patriarca a Aioria, antes de irse le aconseja que sea más calmado y le rinda algo de pleitesía al Patriarca. Luego vuelve a aparecer en la reunión dorada junto a los otros santos de oro, más tarde y se encarga de eliminar a todos los soldados de Hiperión que intentaban entrar al Santuario. Mientras Aioria pelea contra Minos, Camus utiliza el Freezing Coffin para sellar el Megas Drepanon ya que está emitiendo un cosmos oscuro.
Ya más adelante, rescata a Aioria y a unos soldados del Santuario de los ataques de Océano de la Corriente. El Santo de Oro y el Dios Titán mantienen una dura batalla, el Santo de Oro termina usando su Aurora Execution en contra del Titán, y aunque este no es derrotado admite que los humanos no son seres insignificantes.

## Antes de las 12 Casas
En el manga, Camus fue el maestro de Hyōga e Isaac cuando estos intentaban conseguir la armadura del Cisne, mientras que en el anime es el maestro de Crystal.
En el manga, una vez que Hyōga se convierte en Santo, le llega la orden de Camus de que irrumpa en el Torneo Galáctico y elimine a todos los Santos de Bronce por usar sus armaduras con fines personales. También en el manga, luego de haber sido derrotados los Santos de Plata, Camus hunde aún más el barco donde estaba la madre de Hyōga y le dice que vaya a pelear con él en el Santuario.

## En las 12 Casas
Luego de ser liberado de otra dimensión de Saga, Hyōga cae en la Casa de Libra donde se encuentra con Camus de Acuario. En el anime, es este momento en el que Camus hunde aún más el barco de la madre de Hyōga, aludiendo que el Cisne debe olvidarse de todos los sentimientos si quiere convertirse en un Santo tan poderoso como para vencer hasta a los Santos de Oro. Hyōga le responde que no puede olvidar a su madre ya que es lo único que le queda en el mundo e intenta atacar a su maestro, pero sus ataques son en vano y es derrotado por el Aurora Execution. Camus llora la muerte de Hyoga, dice que prefiere eliminarlo él a que lo haga otro Santo de Oro y pide perdón al Caballero Crystal por haber tomado la vida de Hyoga más tarde encierra su cuerpo en el Freeze Coffin para que su cuerpo se mantenga por toda la eternidad, aunque luego el ataúd sería destruido por la Espada de Libra.
Hyōga y Camus vuelven a enfrentarse, pero esta vez en la Casa de Acuario, el Santo de Acuario le advierte a su discípulo que de no llegar al cero absoluto nunca podrá derrotarlo. Hyōga incendia su cosmos al máximo y alcanza el Séptimo Sentido, para luego atacar con la Aurora Execution. Camus hace lo mismo y ambos ataques chocan derrotando a ambos.

## En Asgard y Poseidón
El espíritu de Camus ayuda a su discípulo enviándole la armadura dorada de Acuario, esto sucede en el episodio final, para que este la use en la dura batalla que en ese momento mantenían contra el dios Poseidón.

## En Hades
Es uno de los supuestos traidores, junto a Saga y Shura irrumpe en el Santuario y atraviesa las 12 Casas hasta llegar a la de Virgo. Allí pelea en contra de Shaka después de haber perdido cuatro de sus cinco sentidos usan la Athena Exclamation para derrotarlo porque no había otra forma para poder derrotar al caballero más cercano a un Dios. Luego se enfrentan a Mu, Milo y Aioria y vuelven a usar la técnica prohibida por Atenea, aunque esta vez también la usan los otros Santos de Oro. Gracias a los Santos de Bronce, la colisión se eleva al cielo y no destruye al Santuario. Una vez que Atenea se suicida con la daga dorada, él junto a Saga y Shura se dirigen a ver a Pandora. Ella les pide que le muestren el cuerpo de la diosa, pero ellos la sorprenden con que nunca han dejado de ser Santos de Atenea. Por desgracia, el tiempo de 12 horas que les dio el dios del Inframundo se ha cumplido y ellos comienzan a desaparecer, no sin antes despedirse de los Santos de Bronce. Camus le pide a su discípulo que proteja a la diosa y desaparece por completo. Ya en Giudecca aparece junto con los demás santos dorados que habían muerto, para ayudar a destruir el muro de los lamentos. (lo que no se vio en el anime fue que se supone que los 12 santos dorados después de que la flecha de Aioros es lanzada cada quien decide lanzar sus mejores ataques para finalizar lo cual dio un final simple a su sacrificio).

## Next Dimension
Camus aparece en algunos cameos en el manga Saint Seiya Next Dimension, official sequel del clásico manga de Saint Seiya.

## Saint Seiya: Soul of Gold
Camus de Acuario aparece inesperadamente en Asgard luego de haber muerto en el Inframundo. Ayuda a los Dioses Guerreros en su batalla contra los Caballeros Dorados debido a una deuda de honor que contrajo durante su infancia con uno de ellos, aún a costa de enfrentarse a sus compañeros de Oro.
Finalmente se une a los Caballeros Dorados en la lucha contra Loki.

## En las películas
En la tercera película revive con los poderes de Abel,pero al descubrir que este asesinó a Atenea intenta matarlo con la ayuda de Shura, aunque ambos son eliminados por el poder de los tres Santos de la Corona. Su última aparición es en la quinta película Tenkai Hen Overture donde aparece con su alma sellada en roca, al igual que sus compañeros Santos de Oro.

## Técnicas especiales
Las técnicas que usa son:
1. Diamond Dust (ダイヤモンドダスト lit. Polvo de Diamantes?): la técnica básica de los denominados "Santos de Hielo", es una descarga de hielo que lanza con su mano, que consta de cristales que emanan de la mano en segundos, aun siendo técnica básica para un caballero de bronce podría ser mortal.
2. Koliso (カリツオー lit. Aro?): Camus puede crear unos anillos de hielo que atrapan al oponente y bloquean todos sus movimientos.
3. Freeze Coffin (フリージングコフィン lit. Ataúd Congelante o de hielo?): con este ataque Camus puede encerrar el cuerpo de su rival en un bloque de hielo gigantesco siendo muy difícil o imposible de destruir.
4. Aurora Execution (オーロラエクスキューション lit. Ejecución de la Aurora?): la técnica suprema de Camus y una de las más poderosas de la serie, con ella lanza una tremenda descarga de cosmos helado cuya temperatura alcanza los 273,15 grados bajo cero, es decir, el cero absoluto.
5. Glaciation: Camus es tan poderoso que puede congelar en un todo polar solo por su cosmos.
6. El disparo celestial que solo lo usa una vez en la serie para hundir el barco en el que estaba la madre de su discípulo Hyoga.